# Mandeep Kaur
Mandeep Kaur (* 19. April 1988 in Jagadhri, Haryana) ist eine indische Sprinterin, die sich auf den 400-Meter-Lauf spezialisiert hat. Sie wurde 2007 Asienmeisterin mit der indischen 4-mal-400-Meter-Staffel und siegte mit der Staffel zwei Mal bei den Asienspielen. Zudem feierte sie mit dem Gewinn der Goldmedaille mit der Staffel bei den Commonwealth Games 2010 im heimischen Neu-Delhi ihren größten sportlichen Erfolg.

## Sportliche Laufbahn
Erste Erfahrungen bei internationalen Meisterschaften sammelte Mandeep Kaur im Jahr 2003, als sie bei den Jugendweltmeisterschaften im kanadischen Sherbrooke mit 60,27 s in der ersten Runde im 400-Meter-Lauf ausschied. Im Jahr darauf belegte sie bei den Juniorenasienmeisterschaften in Ipoh in 56,71 s den sechsten Platz über 400 m. 2005 verpasste sie bei den Jugendweltmeisterschaften in Marrakesch mit 2:13,56 min den Finaleinzug mit der indischen Sprintstaffel (1000 m) und anschließend schied sie bei den erstmals ausgetragenen Hallenasienspielen in Bangkok mit 58,99 s in der Vorrunde über 400 m aus und gewann mit der indischen 4-mal-400-Meter-Staffel gemeinsam mit Iyleen Samantha, Santhi Soundarajan und Pinki Pramanik in 3:46,48 min die Goldmedaille. Im Jahr darauf gewann sie bei den Juniorenasienmeisterschaften in Macau in 3:45,36 min die Bronzemedaille mit der Staffel und 2007 siegte sie mit der Staffel in 3:33,39 min gemeinsam mit Manjeet Kaur, Sini Jose und Chitra Soman bei den Asienmeisterschaften in Amman, ehe sie bei den Weltmeisterschaften in Osaka in der Vorrunde wegen eines Wechselfehlers disqualifiziert wurde. Im Jahr darauf gewann sie bei den Hallenasienmeisterschaften in Doha in 54,28 s die Bronzemedaille über 400 m hinter der Bahrainerin Ruqaya Al Ghasra und Marina Masljonko aus Kasachstan und siegte in 3:37,46 min im Staffelbewerb gemeinsam mit Manjeet Kaur, Sini Jose und Chitra Soman und stellte mit dieser Zeit einen neuen Meisterschafts- und Asienrekord auf. Im Sommer nahm sie an den Olympischen Spielen in Peking teil und kam dort mit 52,88 s nicht über die erste Runde über 400 m hinaus und verpasste auch im Staffelbewerb mit 3:28,83 min den Finaleinzug.
2009 klassierte sie sich bei den Asienmeisterschaften in Guangzhou mit 53,76 s auf dem vierten Platz im Einzelbewerb und gewann mit der 4-mal-400-Meter-Staffel in 3:31,62 min gemeinsam mit Sini Jose, Chitra Soman und Manjeet Kaur die Silbermedaille hinter dem chinesischen Team und verhalf der 4-mal-100-Meter-Staffel zum Finaleinzug. Im Jahr darauf wurde sie bei den Commonwealth Games im heimischen Neu-Delhi in 52,37 s Fünfte im Einzelbewerb und siegte mit der indischen 4-mal-400-Meter-Stafette in 3:27,77 min gemeinsam mit Manjeet Kaur, Sini Jose und Ashwini Akkunji. Anschließend gelangte sie bei den Asienspielen in Guangzhou mit 52,99 s auf den vierten Platz und siegte in 3:29,02 min in der gleichen Besetzung mit der Staffel und stellte damit einen neuen Spielerekord auf. 2011 wurde sie bei einer Dopingkontrolle positiv auf Stanozolol getestet und wegen dieses Verstoßes gegen die Dopingbestimmungen für zwei Jahre bis zum 23. Juni 2013 gesperrt. 2014 nahm sie dann erneut an den Asienspielen im südkoreanischen Incheon teil und klassierte sich dort mit 53,38 s auf dem sechsten Platz über 400 m und siegte in 3:28,68 min gemeinsam mit Priyanka Pawar, Tintu Lukka und M. R. Poovamma und verbesserte damit erneut den Spielerekord. Im September 2016 bestritt sie in Lucknow ihren letzten offiziellen Wettkampf und beendete daraufhin ihre aktive sportliche Karriere im Alter von 28 Jahren.
2015 wurde Mandeep indische Meisterin in der 4-mal-400-Meter-Staffel. Mit ihrer Schwester Manjeet Kaur feierte sie gemeinsam viele sportliche Erfolge und ihr Schwager Gurwinder Singh Chandi nahm für Indien im Feldhockey an den Olympischen Spielen teil.

## Persönliche Bestleistungen
- 400 Meter: 51,80 s, 6. Juni 2008 in Jalta
  - 400 Meter (Halle): 54,28 s, 15. Februar 2008 in Doha